# VI. Henrik német-római császár
VI. Henrik (németül: Heinrich VI.), (1165 szeptembere vagy novembere – 1197. szeptember 28.) német király 1190-től, német-római császár 1191-től, szicíliai király 1194-től haláláig.

## Élete

### Korai évek
Henrik I. Frigyes német-római császár és Burgundi Beatrix fiaként látta meg a napvilágot Nijmegenben és 1169 júniusában koronázták német királlyá Bambergben, négyévesen.

### Oroszlán Henrik lázadása
1189-ben – Frigyes hadjáratát kihasználva – a korábbi szász herceg, Oroszlán Henrik visszatért Angliából és felkelést támasztott Észak-Németországban. A harc 1190-ben kompromisszumos békével zárult, amelynek értelmében Oroszlán Henriknek le kellett romboltatnia várait, viszont megtarthatta szászországi birtokait.

### Első itáliai hadjárata
Eközben meghalt II. Vilmos szicíliai király. Jog szerinti örököse Henrik lett volna házassága révén (Vilmos unokahúgát, Szicíliai Konstanciát még 1184-ben eljegyezte[forrás?] és 1186. január 27-én össze is házasodtak), ám a németellenes párt 1189 novemberében a néhai II. Roger törvénytelen unokáját, Leccei Tankrédot emelte a trónra.
Míg ezekkel foglalatoskodott, édesapja 1190. június 10-én rejtélyes körülmények között a mai Törökországban elhunyt.
Henrik, amint lezárta a németországi viszálykodást, Rómába sietett, ahol III. Celesztin pápa 1191-ben császárrá koronázta. Hogy megnyerje a rómaiakat, kiszolgáltatta a hozzá hű Tusculum városának lakóit bosszújuknak; ez nem vetett jó fényt az újdonsült császárra. Tankréd elleni hadjárata Nápolyig vezetett, ahol a malária elvette serege nagy részét és őt magát is megbetegítette. Konstanciát, aki Palermóban maradt, a városi polgárok azonban elárulták és Tankréd kezére adták, aki csak azzal a feltétellel engedte szabadon, hogy a pápa elfogadja őt Szicília királyának.

### Újabb németországi lázadás
Oroszlán Henrik túszul adott fia, az ifjabb Henrik átpártolt a nápolyiakhoz, majd visszasietett Németországba, ahol egy széles körű fejedelmi összeesküvés szerveződött a császár ellen. A felkelés élére Oroszlán Henrik sógorát, a Szentföldről hazafelé igyekvő Oroszlánszívű Richárd angol királyt várták.
Richárdot viszont 1192 decemberében elfogta az általa korábban Akkon ostrománál vérig sértett V. Lipót osztrák herceg. Ezzel a fejedelmi ellenállás össze is omlott. A herceg nemsokára – jó pénzért – átadta foglyát a császárnak. Henrik Richárdot a trifelsi várba záratta[forrás?], és csak másfél évvel később engedte szabadon: 150 000 ezüst márkát sikerült kicsikarnia érte az angoloktól. Richárd szabadulásának feltétele volt az is, hogy az angol koronát ezek után Henrik hűbéreseként bírja.
A császár az angoloktól kapott pénzből felszerelt egy hatalmas hadsereget, hogy meghódítsa Dél-Itáliát.

### Egyéb tettei
1194-ben megtörtént a kibékülés Oroszlán Henrikkel is, aki a következő évben befejezte életét.
Ekkortájt vitte végbe Henrik legszégyenletesebb tettét – meggyilkoltatta a lüttichi egyházfőt, hogy püspökségi címet pénzért eladhassa.

### Második itáliai hadjárata
A császár szabad utat kapott Dél-Itálián keresztül az 1194. januárban megkötött vercelli szerződésért cserébe. Ez év februárjában Tankréd meghalt, örököseként a fiatal III. Vilmost hagyva. A Vilmos nevében kormányzó Sybilla anyakirályné nem tudott ellenállni Henrik támadásának. Henrik nem ütközött nagy ellenállásba, amikor bevette Palermót, Szicília fővárosát, November 20-án, és 25-én meg is koronázták, mint Szicília királyát. Hatalma megerősítése céljából megvakíttatta és kasztráltatta az ifjú III. Vilmost[forrás?], majd ígéretét megszegve Németországba hurcolta. Az ellene szőtt összeesküvések ürügyén kegyetlen terrorral vezette be uralmát: sok szicíliai nemest élve elégettetett. Néhányan azonban, mint a szicíliai görög, Palermói Eugene, könnyedén átpártolt a német kormányzathoz.
Azzal a példa nélküli tettével, hogy annektálta Szicíliát a birodalmába, Henrik lett a leghatalmasabb uralkodó a mediterrán térségben, sőt egész Európában. A császár elég erősnek érezte magát, ahhoz, hogy hazaküldje a pisai és genovai flottát, anélkül, hogy megadta volna nekik a megígért engedményeket Dél-Itáliában és még a Bizánci Birodalmat is adó fizetésére kötelezte. Követelte Bizánctól a normannok által korábban megszállt Balkáni területeket, hűbéresévé akarta tenni a Földközi-tenger egész medencéjét az ibériai mór Almohádoktól a szentföldi keresztes államokig – 1194–1195 folyamán el is ismerte fennhatóságát Ciprus és Kis-Örményország királya. Henrik ekkor belekezdett egy keresztes hadjárat szervezésébe.
1194-ben megszületett fia, Frigyes, a jövőbeli császár, valamint Szicília és Jeruzsálem királya. Henrik biztosította a helyzetét Dél-Itáliában azzal, hogy barátját, Urslingeni Konrádot nevezte ki Spoleto grófjává és Marchet átadta Annweileri Markwardnak.

### Németországi intézkedések
A császár hazájában már korántsem volt ilyen sikeres. Ugyan következő intézkedésével örökletessé tette a császári címet. A würzburgi birodalmi gyűlésen, 1196 áprilisában, arra kényszerítette a hercegeket, hogy fogadják el a törvényjavaslatát, de a következő gyűlésen, Erfurtban, 1196 októberében, már nem tudta elérni ugyanezt a kedvező eredményt. (Azért indítványának visszavonását követően fiát elismerték királynak.)

### Halála

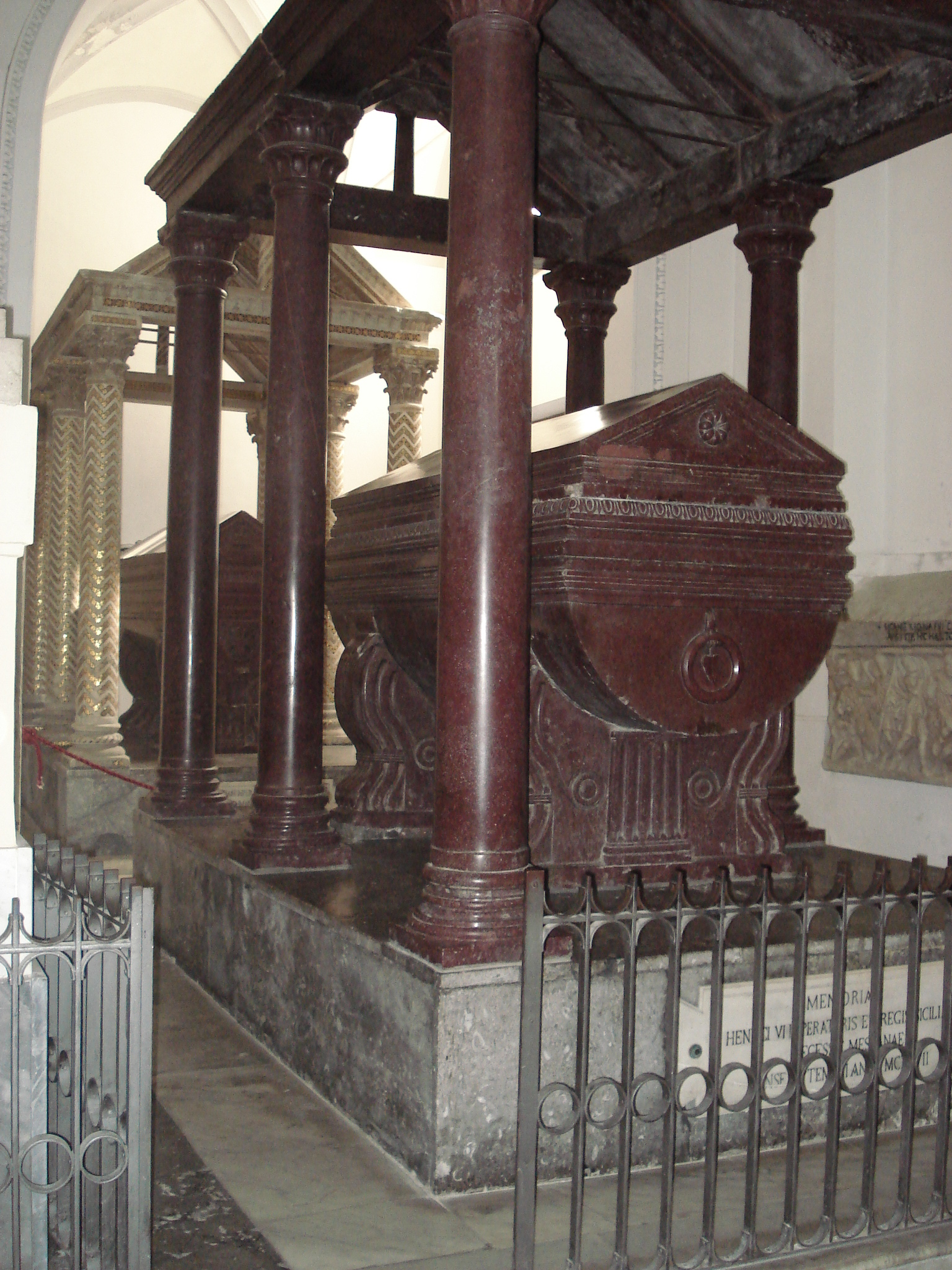
Henrik sírja a palermói székesegyházban.

1197-ben azonban a zsarnoki hatalmat gyakorló külföldi király ellen lázadás robbant ki Dél-Itáliában, különösen Szicília déli részén, ahol a lakosság jelentős része arab származású volt, akiket a német katonák kegyetlenül elnyomtak. Ugyanebben az évben Henrik keresztes hadjáratra indult. Nagy terveinek megvalósítására már nem kerülhetett sor: életének 32. évében a malária végzett vele Messinában.

### Egyéb
Henrik folyékonyan beszélt latinul és Trois-Fontaines-i Alberic szerint „kiváló volt a tudás ajándékaiban, megkoronázva az ékesszólás virágaival, és tanult az egyházi és római törvényekben”. A költők és általában a költészet pártfogója volt. Ő maga komponálta a „Kaiser Heinrich” című művet.
Ő volt az első, akit rangjának megfelelően, a császári sassal, uralkodói jelvényekkel és egy tekerccsel ábrázoltak a híres Manesse-kódexben, ebbe a XIV. századi gyűjteménybe, amely 140 lovagi költeményt tartalmaz (lásd még Minnesängerek), ebből három vers az ifjú és romantikus VI. Henriktől származik. Az egyik románban arról ír, hogy semmilyen hatalom, vagy uralkodói cím nem tudta feledtetni vele a szeretett hölgyet.

## Gyermeke
- Henrik 1186-ban,[5] Milánóban[5] házasodott össze II. Roger szicíliai király leányával, Konstanciával[5] (1154. november 2. – 1198. november 27.), aki 1 gyermeket szült férjének:
  - II. Frigyes német-római császár[5] (1194. december 26. – 1250. december 13.)